# 米哈伊洛-科秋宾斯凯

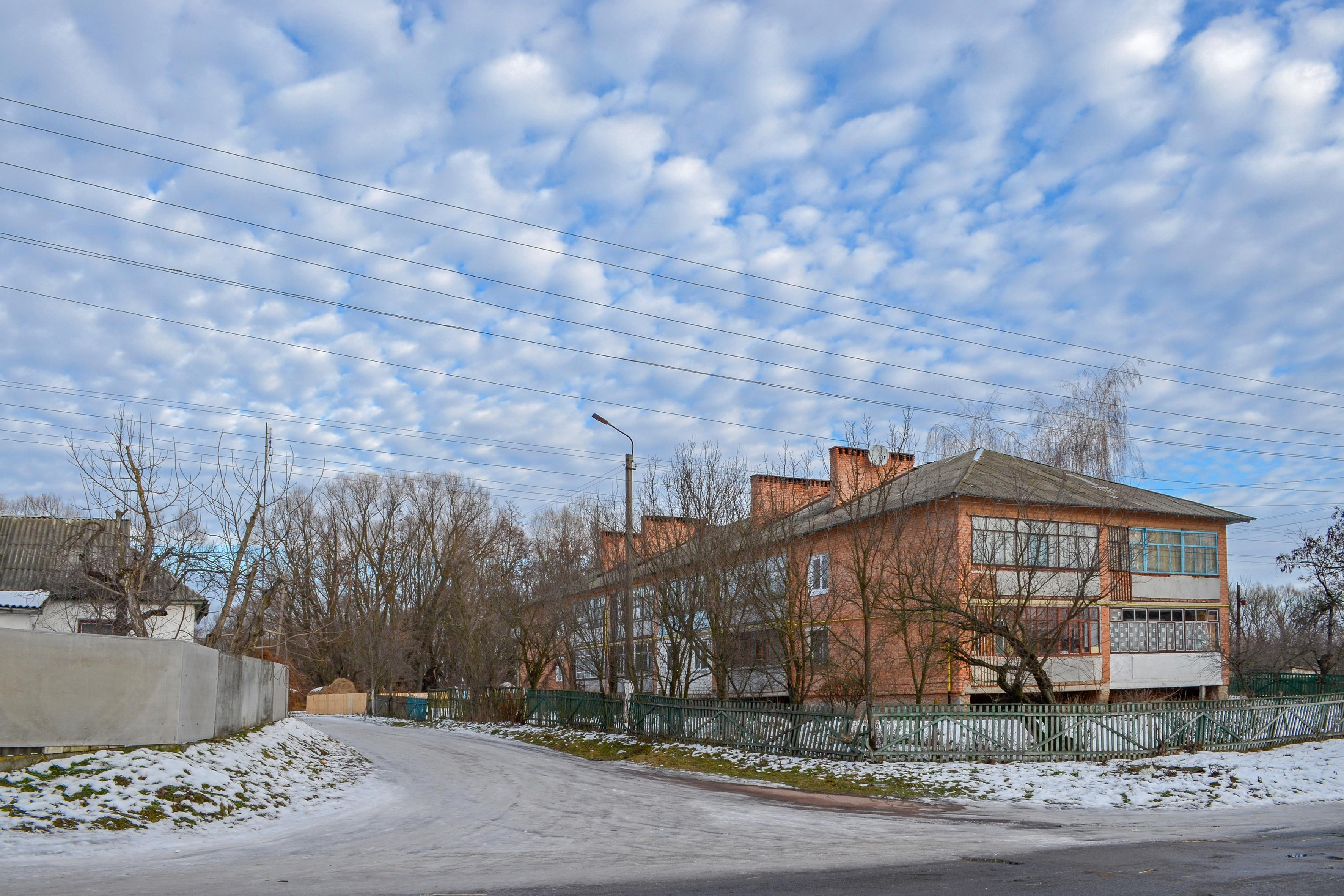

米哈伊洛-科秋賓斯凯（羅馬化：Mykhailo-Kotsiubynske）是烏克蘭北部切爾尼戈夫州切爾尼戈夫區米哈伊洛-科秋宾斯凯市镇的鎮及該市鎮的行政中心。始建於1078年，面積65.14平方公里，海拔高度133米，2001年人口3,028、2014年人口2,923，人口密度每平方公里44.88人。